# Quobna Ottobah Cugoano

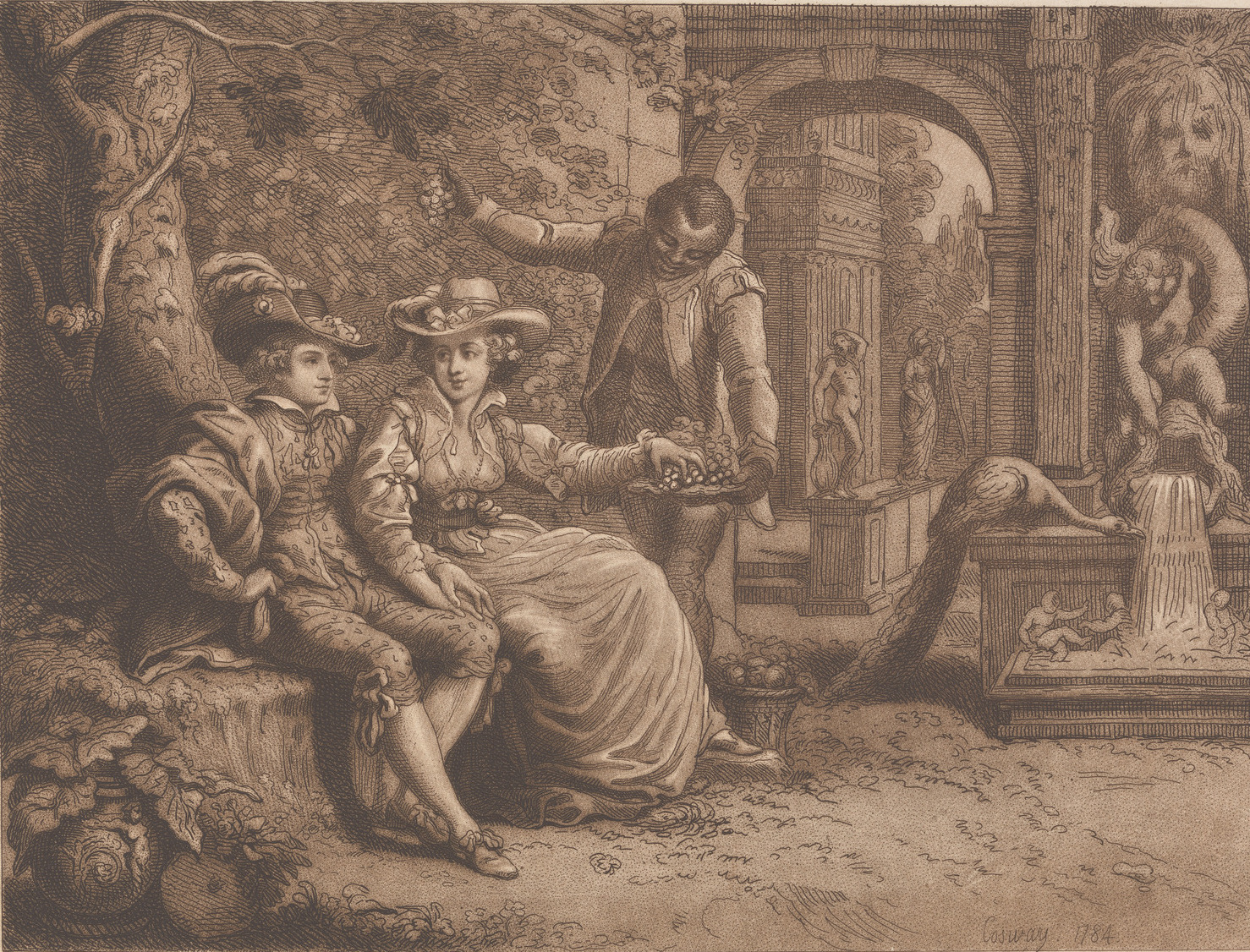
Cugoano, rechts, und das Ehepaar Cosway auf einem Stich von Richard Cosway (1784)

Quobna Ottobah Cugoano, genannt auch Ottobah Cugoano und John Stuart (* um 1757 in Ajumako, Fantyn, Goldküste, heute Ghana; † 1801?) war ein ehemaliger Sklave, ein Abolitionist, ein vehementer Gegner der Sklaverei, dessen Aktivitäten sich vor allem von England aus gegen diese Menschenrechtsverletzungen richteten. Seine Schrift von 1787 über und gegen den Sklavenhandel war die erste Publikation eines Schwarzen zu diesen Themen.

## Leben
Cugoano wurde in einer Familie des Volkes der Fante auf dem Gebiet des heutigen Ghana geboren. Während sie spielten, wurden Cugoano und etwa zwanzig Kinder gekidnappt, verschleppt und als Sklaven im Jahr 1770 verkauft. Zunächst wurde er nach den Westindischen Inseln verschifft (englisch: Middle Passage) und an den Besitzer einer Zuckerrohrplantage in Grenada verkauft, der ihn schlecht behandelte. Durch den englischen Händler Alexander Campbell kam er 1772 nach England und wurde freigelassen. Er wurde am 20. August 1773 als John Stuart in einer baptistischen Kirchgemeinde St. James in Piccadilly getauft.
Im Jahr 1784 kam er als Diener zu dem Künstler Richard Cosway und dessen Frau Maria ins Schomberghaus an der Pall Mall in der City of Westminster. Im Haus der Cosways änderte sich der Lebensweg Cugoanos entscheidend. Durch die Cosways wurde er auf die britische Politik der damaligen Zeit aufmerksam und mit den kulturellen Persönlichkeiten seiner Zeit, wie etwa William Blake, Thomas Gainsborough und Edmund Burke vertraut. Zudem las er viel, und der freigelassene Sklave und Musiker Ignatius Sancho war sein Nachbar, Freund und Förderer. Zusammen mit einem weiteren gebildeten Afrikaner im Königreich Großbritannien, dem ehemaligen Sklaven Olaudah Equiano aus Nigeria, und anderen war er bei den Sons of Africa, einer Gruppe Schwarzer mit dem Ziel der Abschaffung der Sklaverei, aktiv und veröffentlichte regelmäßig in den Zeitungen Artikel und schrieb Briefe an die Parlamentarier gegen den Sklavenhandel und die Sklaverei. Er schrieb auch an Joshua Reynolds, Joseph Nollekens und Granville Sharp; letzterem, um Schwarze wie Harry Demane vor der erneuten Verschleppung in die Sklaverei der Westindischen Inseln zu schützen.
Seine Arbeit war geprägt von tiefer Religiosität und deutlichen Anklagen gegen das britische Volk, das die Sklaverei zuließ und Sklavenhalter nicht verurteilte und bestrafte. Immer wieder forderte er die Sklaven auf, sich zu erheben und zu rebellieren, um die Freiheit zu erlangen. Er war sich aber auch bewusst und drückte es aus, dass es Afrikaner waren, die ihn als erste versklavt hatten. Von dieser Grundstimmung geprägt, verfasste er 1787 sein Hauptwerk Thoughts and Sentiments on the Evil and Wicked Traffic of the Slavery and Commerce of the Human Species. Bereits ein Jahr später wurde die Schrift ins Französische übersetzt. 1791, vier Jahre nach der Erstausgabe, wurde eine überarbeitete Version seines Werks veröffentlicht, die sich ausdrücklich an Sklaven richtete. In dieser Version befürwortete er das Scheitern Großbritanniens, eine Kolonie in Sierra Leone zu gründen und forderte die Einrichtung eines Bildungsweges für afrikanische Studenten in Großbritannien.

## Gedenken und Ehrungen
- In Richard Cosway’s Bild The Artist and his Wife in a Garden with a Black Servant von 1784 ist wahrscheinlich Cugoano dargestellt.[6]
- Im November 2020 wurde das Schomberg-Haus an der Pall Mall in der City of Westminster, wo Cugoano 1784 bis 1791 als Diener der Cosways wohnte, mit einer Blue Plaque zu seinem Gedenken versehen. Nur etwa vier Prozent der 950 verteilten blauen Plaquetten gingen bislang an Schwarze.[7] Er ist damit historisch betrachtet der früheste Schwarze, der in dieser Form von der Stadt London geehrt wurde.[8][9]
- 250 Jahre nach Cugoanos Taufe in der baptischen Kirche St. James in Piccadilly wurden zur Erinnerung am 20. September 2023 Ölbilder des Künstlers Che Lovelace aus Trinidad aufgehängt.[10]

## Schriften
- Thoughts and sentiments on the evil and wicked traffic of the slavery: and commerce of the human species, humbly submitted to the inhabitants of Great-Britain, 1787, englische Textversion, Neuauflage: Gale Ecco, 2018, ISBN 978-1-379-82347-6.